# Wissifluhturm
Der Wissifluhturm ist ein Aussichtsturm auf der gleichnamigen Alp in der Gemeinde Vitznau im Schweizer Kanton Luzern.

## Situation
Der aus Holz erstellte Turm ist neun Meter hoch. Dreissig Treppenstufen führen zur Aussichtsplattform in sechs Metern Höhe. Von der Plattform aus bietet sich eine Aussicht auf den Vierwaldstättersee und den Flugplatz Buochs.
Am schnellsten erreicht man den Aussichtsturm mit der Luftseilbahn Wissifluh. Von der Bergstation aus führt ein Fussweg in fünf Minuten zum Turm.

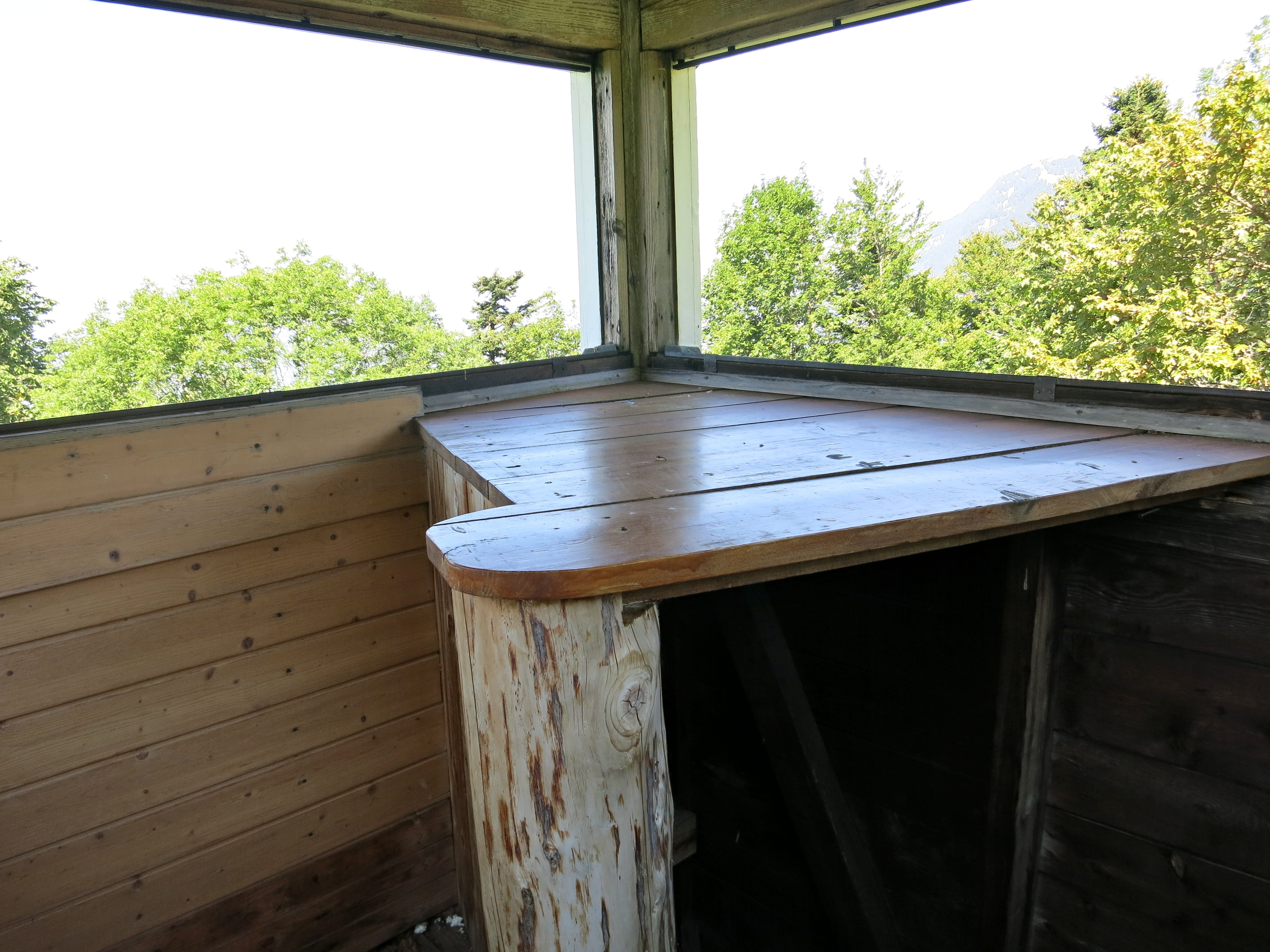
Aussichtsplattform
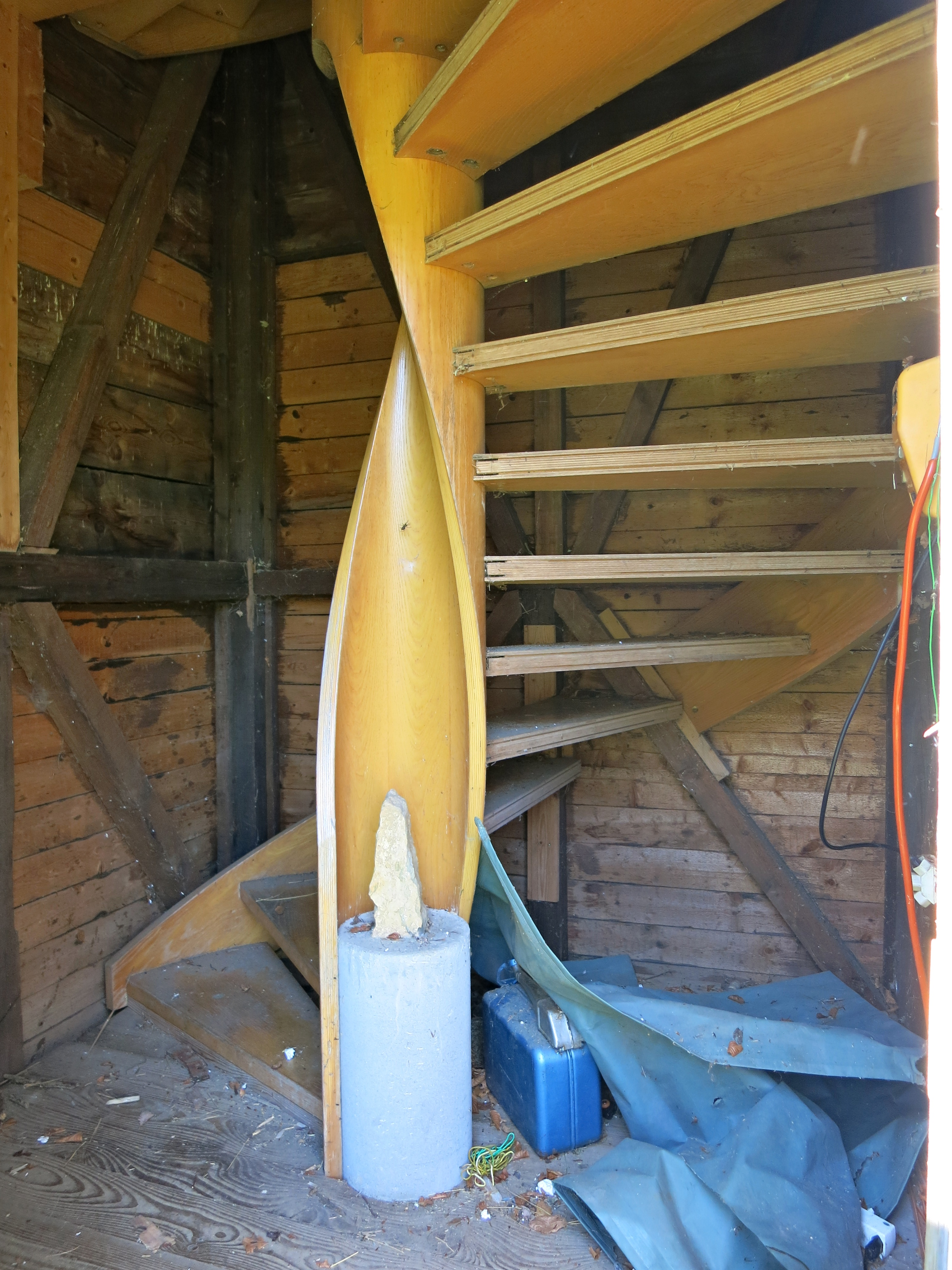
Treppe
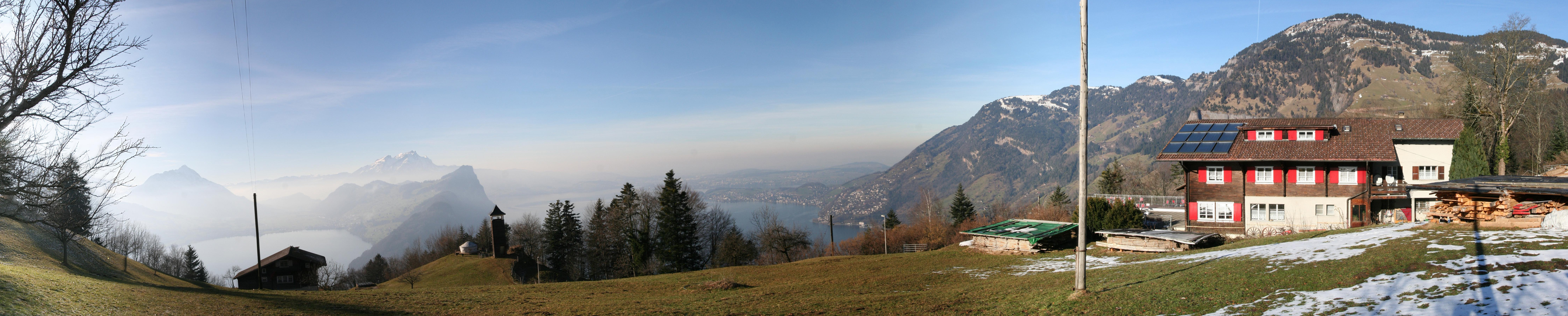
Wissifluh mit Turm vor Bürgenstock

## Geschichte
Der Turm wurde 1990 aus dem Holz des alten Rigibahn-Depots von Vitznau erstellt.
 Ein Super-Puma-Helikopter der Schweizer Armee flog die Turmhülle von Vitznau aus zum heutigen Standort.